# Plantago africana
Plantago africana är en grobladsväxtart som beskrevs av Bernard Verdcourt. Plantago africana ingår i släktet kämpar, och familjen grobladsväxter. Inga underarter finns listade i Catalogue of Life.